# Dornier Mini-Telecopter
Der Mini-Telecopter II (MTC II) war ein unbemannter Hubschrauber mit Koaxialrotor von Dornier, der 1981 über ein Kabel ferngesteuert flog und später über Funk freifliegend gesteuert werden sollte. Das Gerät war als Sensorträger für Aufgaben bei Heer und Marine konzipiert. Es war der Nachfolger eines kleineren Versuchsgerätes MTC I, dessen Versuchserprobung schon  Mitte 1970 begann. Dornier führte dieses Programm von 1975 bis 1995 in Eigenfinanzierung.

## Beschreibung
Dornier nutzte für dieses Fluggerät die Entwicklung von Alfred Vogt, unter dessen Leitung bei Wagner Helicopter Technik die Hubschrauber Baureihe Sky-Trac und später bei HTM der Nachfolger Skyrider entwickelt wurden. Vogt, der sich nach dem Einstellen der Programme bei Wagner selbständig gemacht hatte, lieferte auch das Fluggerät, während Dornier die Stabilisierung und Steuerung entwickelte, einbaute und die Erprobung übernahm. Dornier, die auch parallel die größere Seamos Entwicklung führten, sahen mit dem MTC II eine Ergänzung ihres Drohnenprogrammes für Aufklärung, Zielortung und Feuerleitung. Das Gerät flog 1981, wobei die Steuersignale noch über ein abwickelbares Kabel von einer Bodenstation an das fliegende Gerät übertragen wurden. Zu funkgesteuerten Freiflügen kam es nicht mehr, da Dornier in die DASA integriert wurde und die Aktivitäten der Firma von Vogt mit den Interessen des DASA Hubschrauber Bereiches kollidierten. Das Programm wurde 1995 eingestellt.
Konstruktionsmerkmal war ein gegenläufiger Koaxialrotor mit 2 × 3 Rotorblättern und 3,2 m Durchmesser. Der „Rumpf“ war als offener Geräteträger für einen Zweitaktmotor mit 40 PS von Hirth, Tank und Steuerungs-Stabilisierungssysteme ausgelegt. Start und Landung erfolgte auf vier Stelzenbeinen. Mit einer Startmasse von 190 kg und einer Nutzlast von 60 kg konnten 2 Stunden Flugdauer und 1000 m Flughöhe erreicht werden.

## Technische Daten MTC II
| Kenngröße                       | Daten           |
| ------------------------------- | --------------- |
| Baujahr                         | 1980            |
| Triebwerk                       | Hirth 276 RO 3E |
| Leistung                        | 30 kW           |
| Rumpflänge                      | 1,5 m           |
| Rumpfbreite                     | 0,8 m           |
| Rumpfhöhe                       | 1,15 m          |
| Hauptrotor                      | koaxial         |
| Blattzahl                       | 2 × 3           |
| Rotor-Durchmesser               | 3,2 m           |
| Drehzahl                        | 600/min         |
| Abflugmasse                     | 190 kg          |
| Nutzlast                        | 60 kg           |
| Reisegeschwindigkeit            | 140 km/h        |
| Steiggeschwindigkeit, senkrecht | 3 m/s           |
| Schwebeflughöhe                 | 1000 m          |
| Reichweite                      | 220 km          |
| Einsatzzeit                     | 2 h             |